# Maltesische English-Billiards-Meisterschaft
Die maltesische English-Billiards-Meisterschaft ist die nationale Meisterschaft Maltas im English Billiards. Das Turnier wird seit 1942 von der Malta Billiards & Snooker Association (MBSA) ausgetragen.

## Sieger
Ein erster Titelträger einer maltesischen Meisterschaft im English Billiards lässt sich bereits für das Jahr 1942 nachweisen. Die offizielle „Roll of Honour“ der Malta Billiards & Snooker Association, die als Hauptquelle für die nachfolgende Auflistung der Sieger herangezogen wurde, beginnt aber erst mit der Meisterschaft 1947/48 (wie auch die der Snooker-Meisterschaft). Die meisten Meisterschaften wurden dabei über den Jahreswechseln hinaus ausgetragen, genannt ist unten immer die Jahreszahl des Endspiels (bei der Meisterschaft 1947/48 also 1948 usw.).
Neben vielen Lücken hält die Quellenlage zu den Ergebnissen der Meisterschaft durchaus auch einige Unstimmigkeiten bereit. So soll Paul Mifsud insgesamt 25 Titel gewonnen haben, laut Roll of Honour des Verbandes sind es aber nur 20 Titelgewinne. Selbst wenn Mifsud die beiden Ausgaben 1998 und 1999, deren Sieger unbekannt ist, gewonnen haben sollte, käme er nur auf 22 Titelgewinne.
| Jahr | Sieger           | Ergebnis         | Gegner            |
| ---- | ---------------- | ---------------- | ----------------- |
| 1942 | Rene Aquilina    | unbekannt        | unbekannt         |
| 1943 | Rene Aquilina    | unbekannt        | unbekannt         |
| 1944 | Rene Aquilina    | unbekannt        | unbekannt         |
| 1945 | keine Austragung | keine Austragung | keine Austragung  |
| 1946 | keine Austragung | keine Austragung | keine Austragung  |
| 1948 | Vincent Micallef | unbekannt        | J. Debattista     |
| 1949 | keine Austragung | keine Austragung | keine Austragung  |
| 1950 | Emanuel Bartolo  | 3358:2415        | Paul Debono       |
| 1951 | Wilfred Asciak   | 2389:1828        | Vincent Micallef  |
| 1952 | Wilfred Asciak   | 2988:2238        | Rene Aquilina     |
| 1953 | Wilfred Asciak   | unbekannt        | Emanuel Bartolo   |
| 1954 | Wilfred Asciak   | unbekannt        | R. Lautier        |
| 1955 | Wilfred Asciak   | unbekannt        | Joe Reginiano     |
| 1956 | Wilfred Asciak   | unbekannt        | G. Taliana        |
| 1957 | Wilfred Asciak   | 3562:???         | Joe Reginiano     |
| 1958 | Wilfred Asciak   | 2000:1702        | J. Debattista     |
| 1959 | Wilfred Asciak   | unbekannt        | J. Agius          |
| 1960 | Wilfred Asciak   | unbekannt        | R. Lautier        |
| 1961 | Wilfred Asciak   | unbekannt        | Paul Cosaitis     |
| 1962 | keine Austragung | keine Austragung | keine Austragung  |
| 1963 | Alfred Borg      | unbekannt        | S. French         |
| 1964 | Joe Bartolo      | unbekannt        | Paul Cosaitis     |
| 1965 | Joe Bartolo      | unbekannt        | W. Caruana        |
| 1966 | Wilfred Asciak   | unbekannt        | Paul Cosaitis     |
| 1967 | Wilfred Asciak   | unbekannt        | Joe Bartolo       |
| 1968 | Wilfred Asciak   | unbekannt        | Franz Farrugia    |
| 1969 | Paul Mifsud      | unbekannt        | J. Debattista     |
| 1970 | Wilfred Asciak   | unbekannt        | Paul Mifsud       |
| 1971 | Paul Mifsud      | unbekannt        | Wilfred Asciak    |
| 1972 | Wilfred Asciak   | unbekannt        | Paul Mifsud       |
| 1973 | Paul Mifsud      | unbekannt        | Joe Bartolo       |
| 1974 | Paul Mifsud      | unbekannt        | Publius Grech     |
| 1975 | Paul Mifsud      | unbekannt        | Publius Grech     |
| 1976 | Paul Mifsud      | unbekannt        | Publius Grech     |
| 1977 | Paul Mifsud      | unbekannt        | unbekannt         |
| 1978 | Joe Grech        | 2307:1856        | Paul Mifsud       |
| 1979 | Paul Mifsud      | unbekannt        | unbekannt         |
| 1980 | Joe Grech        | unbekannt        | unbekannt         |
| 1981 | Joe Grech        | unbekannt        | unbekannt         |
| 1982 | Victor Ellul     | 1752:1414        | Nazzareno Bonnici |
| 1983 | Joe Grech        | 2047:476         | Alfred Micallef   |
| 1984 | Joe Grech        | unbekannt        | unbekannt         |
| 1985 | Paul Mifsud      | unbekannt        | unbekannt         |
| 1986 | Paul Mifsud      | unbekannt        | unbekannt         |
| 1987 | Joe Grech        | 2369:1495        | Victor Ellul      |
| 1988 | keine Austragung | keine Austragung | keine Austragung  |
| 1989 | Paul Mifsud      | unbekannt        | unbekannt         |
| 1990 | Paul Mifsud      | unbekannt        | unbekannt         |
| 1991 | Paul Mifsud      | unbekannt        | unbekannt         |
| 1992 | Paul Mifsud      | unbekannt        | unbekannt         |
| 1993 | Paul Mifsud      | unbekannt        | unbekannt         |
| 1994 | keine Austragung | keine Austragung | keine Austragung  |
| 1995 | Joe Grech        | unbekannt        | unbekannt         |
| 1996 | Paul Mifsud      | unbekannt        | unbekannt         |
| 1997 | Paul Mifsud      | unbekannt        | unbekannt         |
| 1998 | unbekannt        | unbekannt        | unbekannt         |
| 1999 | unbekannt        | unbekannt        | unbekannt         |
| 2000 | Paul Mifsud      | 2066:719         | Frans Mintoff     |
| 2001 | Paul Mifsud      | unbekannt        | Pancrazio Borg    |
| 2002 | Paul Mifsud      | 1456:788         | Publius Grech     |
| 2003 | Joe Grech        | 7:5              | Alex Borg         |
| 2004 | Joe Grech        | 7:5              | Alex Borg         |
| 2005 | Joe Grech        | 5:0              | Richard Balani    |
| 2006 | Joe Grech        | 5:0              | Brian Cardona     |
| 2007 | Joe Grech        | unbekannt        | Pancrazio Borg    |
| 2008 | Joe Grech        | 914:425          | Paul Galea        |
| 2009 | Joe Grech        | 1247:491         | Thomas Busuttil   |
| 2010 | Joe Grech        | 1075:558         | Duncan Bezzina    |
| 2011 | Joe Grech        | 973:546          | Publius Grech     |
| 2012 | Joe Grech        | 892:288          | Thomas Busuttil   |
| 2013 | Joe Grech        | 918:716          | Alex Borg         |
| 2014 | Joe Grech        | 993:597          | Mario Brincat     |
| 2015 | Joe Grech        | 894:442          | Mario Brincat     |
| 2016 | unbekannt        | unbekannt        | unbekannt         |
| 2017 | Joe Agius        | 464:322          | Brian Cardona     |
| 2018 | unbekannt        | unbekannt        | unbekannt         |
| 2019 | unbekannt        | unbekannt        | unbekannt         |
| 2020 | unbekannt        | unbekannt        | unbekannt         |
| 2021 | unbekannt        | unbekannt        | unbekannt         |